# Perxe de Ca Pere Sans
El Perxe de Ca Pere Sans és una obra d'Ascó (Ribera d'Ebre) inclosa a l'Inventari del Patrimoni Arquitectònic de Catalunya. Està situat sota la casa de Ca Pere Sans, entre els carrers de l'Hospital i el carrer Trinquet. Els perxes són trams de carrer coberts mitjançant embigats amb arcades de pedra que es van formar al créixer les cases damunt dels carrers.

## Descripció
El perxe es troba centrat a la façana d'una casa entre mitgeres de tres nivells d'alçat. Al carrer Hospital s'obre un gran arc de mig punt ceràmic, amb la base de més amplada. El sostre és sostingut per un embigat de fusta, amb una mènsula a la part central. Els murs són fets de carreus escairats, excepte algun tram de paredat comú. Sota la part coberta són visibles un portal tapiat d'arc de mig punt ceràmic amb brancals de pedra, i un portal d'arc pla de pedra acarada, així com restes d'obertures parcialment tapades pel morter de calç que revestia l'edifici.

## Història
Aquesta porta tancava la vila d'ençà que s'ajuntaren les dues comunitats, la cristiana i la mahometana, a les acaballes del segle xvi. De Ca Pere Sans en tenim referència l'any 1289, on tingué una reunió per deliberar si devien guardar o no les ordres imposades pel rei referent a la guerra amb els Entença de Mora: "...casa Pere Xenç..." L'any 1693 al Llibre de Judicatura d'Ascó, diu: "... La casa de Pere Sans...amb un corral fins al camí de Flix, dit lo corral Llarg, que es de casa, y travesse un perche...".